# 登米市立石森小学校
登米市立石森小学校（とめしりつ いしのもりしょうがっこう）は、宮城県登米市中田町石森にある公立小学校で、140年以上の歴史がある。

## 沿革
- 1873年（明治6年） - 開校、小倉分教場開設。
- 1883年（明治16年） - 今の所に学校移転。
- 1889年（明治22年） - 加賀野小学校を分教場にする。
- 1941年（昭和16年） - 国民学校令により石森国民学校改称。
- 1945年（昭和20年） - 校歌制定。
- 1948年（昭和23年） - 加賀野分教場が独立、加賀野小学校となる。
- 1956年（昭和31年） - 中田町立石森小学校と改称。
- 1960年（昭和35年） - 校舎建て替え。
- 1963年（昭和38年） - 体育館落成。
- 1968年（昭和43年） - 鉄筋コンクリート三階建ての校舎落成。
- 1970年（昭和45年） - 小倉分教場が閉校、児童はバスで通う。
- 1976年（昭和51年） - プール落成。
- 1979年（昭和54年） - バトントワラーができる 。
- 1988年（昭和63年） - 現在の校舎と体育館落成。
- 1989年（平成元年） - 現在のプール落成。
- 1990年（平成2年） - 観察園（池）が落成。
- 1998年（平成10年） - 県社会福祉協議会より「児童・生徒のボランティア活動協力校」の指定を受ける[2] 。

## 学区
蓬田区、仲町区、新町区、城内区、白地区、二ツ木区、桑代区、石森長根区、細谷区、境堀区、南町区、新橋区

## 進学先中学校
公立中学校へ進学する場合
- 登米市立中田中学校

## 出身著名人
- 石ノ森章太郎（漫画家）
- 三浦政治(北海道の教育者）